# Вест-Вітфілд Тауншип (округ Індіана, Пенсільванія)
Вест-Вітфілд Тауншип (англ. West Wheatfield Township) — селище (англ. township) в США, в окрузі Індіана штату Пенсільванія. Населення — 2142 особи (2020).

## Демографія
Згідно з переписом 2010 року, у селищі мешкало 2314 осіб у 909 домогосподарствах у складі 701 родини. Було 983 помешкання
Расовий склад населення:
| - 98,6 % — білих - 0,2 % — чорних або афроамериканців - 0,1 % — корінних американців - 0,1 % — азіатів |

До двох чи більше рас належало 0,9 %. Частка іспаномовних становила 0,7 % від усіх жителів.
За віковим діапазоном населення розподілялося таким чином: 22,7 % — особи молодші 18 років, 60,7 % — особи у віці 18—64 років, 16,6 % — особи у віці 65 років та старші. Медіана віку мешканця становила 43,0 року. На 100 осіб жіночої статі у селищі припадало 101,7 чоловіків;  на 100 жінок у віці від 18 років та старших — 98,1 чоловіків також старших 18 років.
Середній дохід на одне домашнє господарство  становив 58 229 доларів США (медіана — 48 443), а середній дохід на одну сім'ю — 60 363 долари (медіана — 49 460). Медіана доходів становила 46 480 доларів для чоловіків та 29 107 доларів для жінок. За межею бідності перебувало 19,6 % осіб, у тому числі 35,3 % дітей у віці до 18 років та 5,0 % осіб у віці 65 років та старших.
Цивільне працевлаштоване населення становило 1057 осіб. Основні галузі зайнятості: освіта, охорона здоров'я та соціальна допомога — 21,3 %, мистецтво, розваги та відпочинок — 13,7 %, виробництво — 11,8 %.